# Ахмад Нізам-шах II
Ахмад Нізам-шах II (1584 — 1596) — 9-й султан Ахмеднагарського султанату у 1596 році.

## Життєпис
Праонук султана Хусейна Нізам-шаха I, син Ісмаїла. Народився 1584 року. Дитинство провів при султанському дворі в Ахмеднагарі, незважаючи на те, що 1588 року його батько було запроторено до фортеці Лохгарх. Але вже 1589 року той стає султаном. Припускалося, що Ахмад стане спадкоємцем. 
Але 1591 року султана Ісмаїла було повалено власним батьком (і дідом Ахмада0 Бурханом, після смерті якого 1595 року візир Міян Манджу оголосив Ахмада претендентом на трон проти свого стрийка — султана Ібрагіма. Міян Манджу запросив на допомогу могольскі війська.
1596 року могольський шахзаде Мірза Мурад захопив столицю султанату, де оголосив Ахмада новим султаном. Але його суперник Ібрагім разом з регентшею Чанд Бібі тримався в Ахмеднагарській фортеці. Зрештою Чанд Біб домовилася про відступ Мірзи Мурада. В цей час Ахмад Нізам-шах II помер або був скинутий Мірзою Мурадом, замінений на небожа Бахадура при регентстві Чанд Бібі.